# Janne Happonen
Janne Happonen (n. 18 iunie 1984, Kuopion seutukunta⁠(d), Savonia de Nord, Finlanda) este un săritor cu schiurile ce a reprezentat Finlanda, medaliat olimpic. A participat la 2 ediții ale Jocurilor Olimpice (2006, 2010) în care a câștigat o medalie de argint.